# Coleta de Corbie
Santa Nicole de Corbie (em francês: Colette of Corbie, 13 de janeiro de 1381 - 6 de março de 1447), também conhecida como Santa Coleta ou Santa Nicoleta, foi uma abadessa francesa e fundadora das Pobres Clarissas Coletinas, um ramo reformador da Ordem de Santa Clara. Ela é reconhecida como santa pela Igreja Católica. Devido a uma série de eventos milagrosos ocorridos durante sua vida, ela é venerada como a santa padroeira das mulheres que procuram engravidar, grávidas e crianças doentes.

## Vida

### Vida anterior
Ela nasceu Nicolette Boellet Moyon (ou Boylet) na vila de Corbie, na região da Picardia, em França, em 13 de janeiro de 1381, filha de Robert Boellet, um pobre carpinteiro da famosa Abadia Beneditina de Corbie, e de sua esposa, Marguerite Moyon. Seus biógrafos contemporâneos dizem que seus pais envelheceram sem ter filhos, antes de orar a São Nicolau por ajuda para ter um filho. Suas orações foram atendidas quando, aos 60 anos, Margarida deu à luz uma filha. Como gratidão, deram ao bebê o nome da santa a quem creditaram o milagre de seu nascimento. Ela era carinhosamente chamada de Nicolette por seus pais, que logo passaram a ser abreviados para Colette, nome pelo qual ela é conhecida.
Depois que seus pais morreram em 1399, Coleta juntou-se às Beguinas, mas descobriu que seu modo de vida não era desafiador. Juntando-se a uma ordem beneditina como irmã leiga, provavelmente para evitar um casamento arranjado, ela novamente ficou insatisfeita. Em setembro de 1402, Coleta recebeu o hábito da Ordem Terceira de São Francisco e tornou-se eremita sob a direção do Abade de Corbie, que vivia perto da igreja da abadia. Após quatro anos seguindo este estilo de vida ascético (1402-1406), através de vários sonhos e visões, ela passou a acreditar que estava sendo chamada a reformar a Segunda Ordem Franciscana e a devolvê-la aos seus ideais franciscanos originais de pobreza absoluta e austeridade.

### Fundadora
Em outubro de 1406, ela recorreu ao Antipapa Bento XIII de Avignon, que foi reconhecido na França como o papa legítimo. Bento a recebeu em Nice, no sul da França, e permitiu que ela fosse transferida para a Ordem das Clarissas. Além disso, ele a autorizou por meio de várias bulas papais, emitidas entre 1406 e 1412, para fundar novos mosteiros e concluir a reforma da Ordem.
Com a aprovação da Condessa de Genebra e a ajuda do pregador itinerante franciscano, Henry de Beaume (seu confessor e diretor espiritual ), Coleta iniciou seu trabalho em Beaune, na Diocese de Genebra. Ela permaneceu lá apenas um curto período de tempo. Em 1410, ela abriu seu primeiro mosteiro em Besançon, em uma casa quase abandonada das Clarissas Urbanistas. De lá, sua reforma se espalhou para Auxonne (1412), para Poligny (1415), para Ghent (1412), para Heidelberg (1444), para Amiens, para Pont-à-Mousson na Lorena, e para outras comunidades de Clarissas. Durante sua vida, 18 mosteiros de sua reforma foram fundados. Para os mosteiros que se seguiram à sua reforma, ela prescreveu extrema pobreza, andar descalço e a observância do jejum perpétuo e da abstinência.
Além das regras estritas das Irmãs Clarissas, os Frades Coletinos seguem suas Constituições especiais, aprovadas em 1434 pelo Ministro Geral dos Frades, Guilherme de Casale, e aprovadas em 1448 pelo Papa Nicolau V, novamente em 1458 pelo Papa Pio II, e em 1482 pelo Papa Sisto IV.
Coleta morreu em Ghent em março de 1447.

## Veneração
Coleta foi beatificada em 23 de janeiro de 1740 pelo Papa Clemente XII e canonizada em 24 de maio de 1807 pelo Papa Pio VII. Ela é invocada por casais sem filhos que desejam se tornar pais e também é a padroeira de mães grávidas e bebês doentes.

## Legado

### Freiras coletinas
Atualmente (2011) fora da França, as monjas Coletinas são encontradas na Bélgica, Alemanha, Irlanda, Japão, Noruega, Filipinas, Espanha, Reino Unido e Estados Unidos.

### Frades coletinos
Junto com o frei Henrry de Beaume, Coleta também inaugurou uma reforma entre os frades franciscanos (que ficaram conhecidos como Coletanos), para não serem confundidos com os observantes. Esses frades formaram um ramo único da Ordem dos Frades Menores sob a autoridade de Henrique, mas permaneceram obedientes à autoridade do Ministro Provincial dos Frades Franciscanos Observantes na França e nunca alcançaram muita importância, mesmo lá. Em 1448, eles tinham apenas treze conventos, todos ligados aos mosteiros das freiras coletinas. Junto com outros pequenos ramos dos Frades menores, eles foram fundidos no ramo Observante mais amplo em 1517 pelo Papa Leão X.

## Milagres
De acordo com biógrafos, Coleta realizou vários milagres, incluindo a multiplicação de comida ou vinho e curas efetivas, em parte após sua morte.

### Ajudando uma mãe no parto
Enquanto viajava para Nice para encontrar o Papa Bento, Coleta ficou na casa de um amigo. Sua esposa estava em trabalho de parto nessa época com seu terceiro filho, e estava tendo grandes dificuldades no parto, deixando-a em perigo de morte. Colette foi imediatamente à igreja local para orar por ela.
A mãe deu à luz com sucesso e sobreviveu à provação. Ela deu crédito às orações de Coleta por isso. A criança nascida, uma menina chamada Petronilla, mais tarde entrou em um mosteiro fundado por Coleta. Ela se tornaria a secretária e biógrafa de Santa Coleta.

### Salvando uma criança doente
Depois que o papa autorizou Coleta a estabelecer um regime de extrema pobreza nos mosteiros das Irmãs Clarissas da França, ela começou com o de Besançon. A população local suspeitava de sua reforma, com total dependência deles para o sustento do mosteiro. Um incidente ajudou a reverter isso.
Segundo a lenda, uma camponesa local deu à luz uma criança natimorta. Em desespero, por temer pela alma da criança, o pai levou o bebê ao pároco local para ser batizado. Vendo que a criança já estava morta, o padre recusou-se a batizar o corpo. Quando o homem insistiu, frustrado, o padre disse-lhe que fosse até as freiras, o que ele fez imediatamente. Ao chegar ao mosteiro, Madre Coleta foi informada de sua situação pela porteira. A resposta dela foi tirar o véu que lhe foi dado pelo Papa, quando este lhe deu o hábito da Segunda Ordem, e disse à porteira que mandasse o pai enrolar nele o corpo da criança e voltar ao padre. Quando chegou à igreja paroquial com seu pequeno embrulho, a criança estava consciente e chorando. O padre imediatamente batizou o bebê.

## Fotos

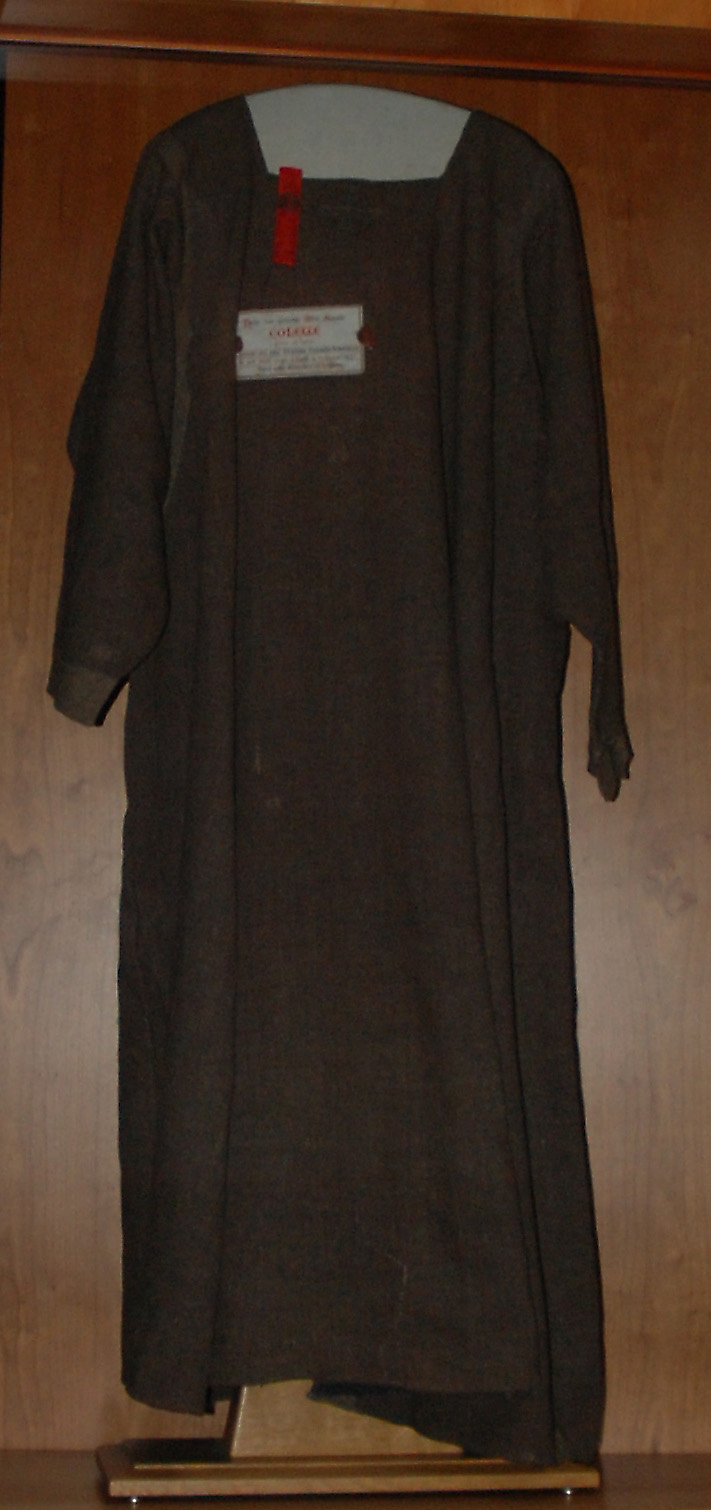
Hábito de Santa Coleta, Ghent, Bélgica
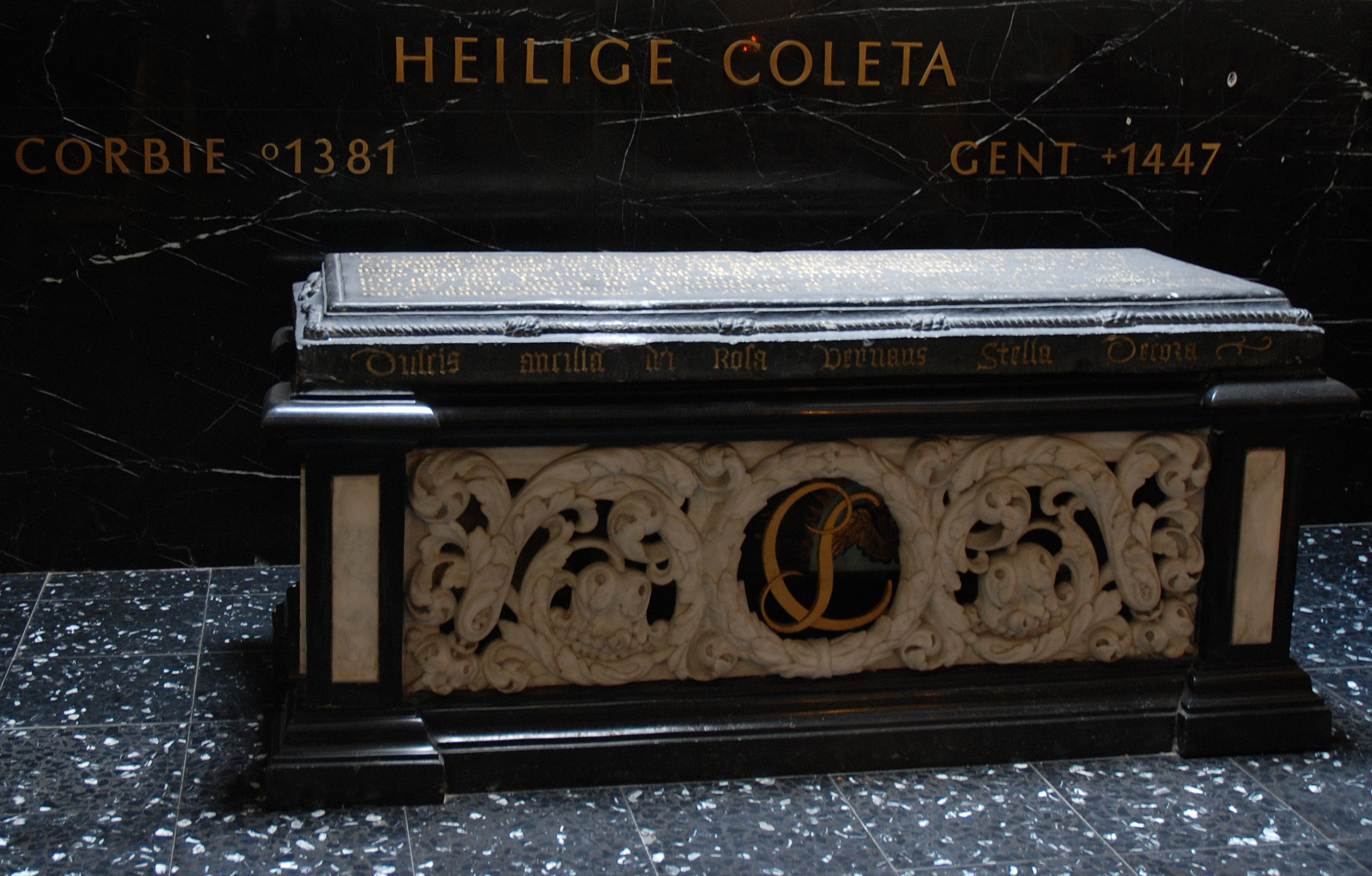
Restos mortais de Santa Coleta, Ghent, Bélgica
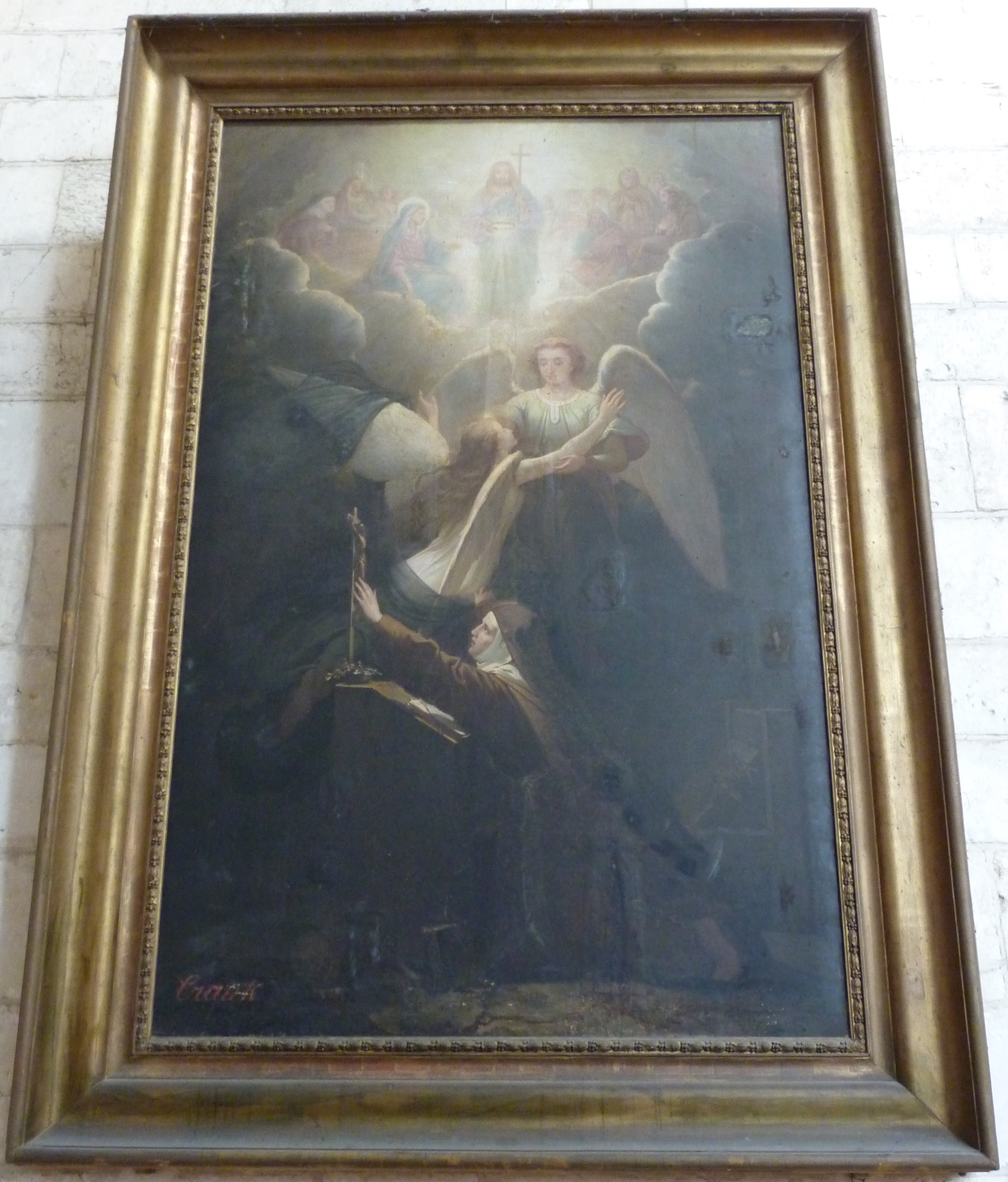
Saint Colette por Charles Crauk